# Ome Henk staat op springen!
Ome Henk staat op springen! is het elfde album van Ome Henk. Dit album werd op 1999 uitgebracht.

## Tracklist
1. Welkom, Dames En Heren
2. Klein Duimpie
3. Ploem Ploem Jenka
4. Beroemd Zijn Is Ook Niet Alles
5. Balletje Met Rooie Saus
6. Grappige Anekdote Door Fred Spekvet
7. Mambo Nr. 6 (Mambo Number 5)
8. Mag Popi Buiten Komen Spelen?
9. 't Autootje
10. De Overweg
11. Eerst Werken En Dan Eten
12. Tinus (Venus)
13. Flep's Barbequeparty
14. Arie De Beuker En Big, Bag En Bog Kunnen Het Niet Leuker Maken
15. Wim, Gerrit En Rinus
16. Het Popilied
17. Een Heel Gelukkig Kerstfeest!
18. Onze Jongens (Ek 2000 Voetbalversie) (In The Navy)